# Ray Brown
Ray Brown (Pittsburgh, 13 ottobre 1926 – Indianapolis, 2 luglio 2002) è stato un contrabbassista statunitense di musica jazz.
Ha un posto di rilievo nella vasta schiera di pittsburghiani assieme ad altri musicisti jazz di prestigio tra i quali Erroll Garner, Kenny Clarke e Mary Lou Williams, e fa parte, assieme a Oscar Pettiford, Charlie Mingus e Percy Heath, della generazione di bassisti allievi di Jimmy Blanton.
Considerato dalla critica una pietra miliare, viene ricordato per la sua potente sonorità e per la capacità di adattarsi a circostanze diverse grazie alla sua grande familiarità con il linguaggio del bebop.

## Biografia
I primi contatti con la musica furono tramite lezioni di pianoforte che Brown iniziò a prendere dall'età di otto anni. In seguito, deciso a cambiare strumento, dopo un tentativo senza successo di intraprendere lo studio del trombone,scelse di indirizzarsi al contrabbasso. Le prime esperienze sulla scena jazz di Pittsburgh – sotto l'influsso di Jimmy Blanton, bassista della formazione di Duke Ellington – avvennero col sestetto di Jimmy Hinsley e col gruppo del pianista Snookum Russell, fino al conseguimento del diploma e alla decisione di Brown di trasferirsi a New York.
Nella metropoli statunitense, appena ventenne ritrovò Hank Jones e accettò l'offerta di Dizzy Gillespie in cerca di un bassista per la propria formazione, nella cui sezione ritmica suonavano – oltre a Brown – John Lewis, Milt Jackson e Kenny Clarke, il nucleo del futuro Modern Jazz Quartet. L'esperienza gli diede anche l'opportunità di venire a contatto fra gli altri con Charlie Parker, Art Tatum e Bud Powell.
Interrotto il sodalizio con Gillespie nel 1947, Brown formò un proprio trio che costituì il gruppo di supporto per le esibizioni di Ella Fitzgerald, che egli sposò l'anno seguente e da cui avrebbe divorziato nel 1952. Chiusasi nel 1951 l'esperienza col proprio trio, Brown si unì a Oscar Peterson con cui suonò in trio fino al 1966, anche se in questi quindici anni ebbe modo di esibirsi con una moltitudine di altri artisti jazz.
Dopo aver lasciato il trio di Peterson, Ray Brown si trasferì a Los Angeles, divenendo il manager di artisti jazz fra cui Quincy Jones e Milt Jackson col rinato Modern Jazz Quartet. Nella città californiana lavorò in studio e nel 1974 formò il gruppo L.A. Four, impegnandosi al contempo a far emergere artisti semisconosciuti come la cantante Ernestine Anderson, o dimenticati come Gene Harris. Proprio quest'ultimo, al pianoforte, fu un suo partner nei trii con cui negli anni ottanta e novanta il contrabbassista si esibì in concerto e registrò in studio.
Ray Brown è morto nel sonno nel 2002, durante un riposo pomeridiano qualche ora prima di un concerto che avrebbe dovuto tenere a Indianapolis.

## Discografia
- 1952 – New Sound in Modern Music
- 1957 – Bass hit!
- 1958 – This Is Ray Brown
- 1959 – The Poll Winners Ride Again
- 1960 – Jazz Cello
- 1962 – Featuring Cannonball Adderley
- 1962 – Ray Brown with the All Star Big Band
- 1965 – Ray Brown with Milt Jackson
- 1970 - Bach Ground Blues & Green, Laurindo Almeida & Ray Brown – Century City
- 1972 – This One's for Blanton
- 1975 – The Three
- 1975 – Brown's Bag
- 1975 – Overseas Special
- 1976 – Fuji Mama
- 1976 – Quintessence (Bill Evans)
- 1977 – As Good As It Gets
- 1979 – Something for Lester
- 1979 – Tasty!
- 1981 – Echoes from West
- 1982 – Ray Brown, Vol. 3
- 1982 – Milt Jackson – Ray Brown Jam
- 1982 – The Big Three
- 1983 – Jackson, Johnson, Brown & Company
- 1984 – Soular Energy
- 1984 – One O'Clock Jump
- 1985 – Bye Bye Blackbird
- 1985 – Live in Japan
- 1986 – Take It to the Limit
- 1987 – Intensive Care
- 1989 – Black Orpheus
- 1990 – More Makes 4
- 1991 – Two Bass Hits
- 1991 – Georgia on My Mind
- 1993 – Bass Face
- 1994 – Super Bass
- 1994 – Don't Get Sassy
- 1995 – Some of My Best Friends Are... The Piano Players
- 1995 – Seven Steps to Heaven
- 1996 – Some of My Best Friends Are... The Sax Players
- 1996 – Live at Sculler Jazz Club
- 1997 – Super Bass
- 1998 – Summertime
- 1998 – Some of My Best Friends Are... Singers
- 1998 – Triple Play
- 1998 – Moonlight in Vermont
- 1998 – Moonlight Serenade
- 1999 – The Very Tall Band: Live at the Blue Note
- 2000 – Blues for Jazzo
- 2001 – Live at Starbucks
- 2001 – Super Bass Vol. 2
- 2002 – Some of My Best Friends Are... Guitarists
- 2002 – Ray Brown, Monty Alexander & Russel Malone
- 2003 – Live from New York to Tokio
- 2003 – Walk On
- 2006 – I'm Walking
- 2008 – Summerwind
- 2008 – Summerwind, Vol. 2[5]